# Syndrome hypernycthéméral
 (mars 2012).
Si vous disposez d'ouvrages ou d'articles de référence ou si vous connaissez des sites web de qualité traitant du thème abordé ici, merci de compléter l'article en donnant les références utiles à sa vérifiabilité et en les liant à la section « Notes et références ».
Le syndrome hypernycthéméral, également appelé syndrome libre-cours ou "rythme différent de 24 heures" est un trouble du sommeil faisant partie des troubles du rythme circadien. Il est lié à une absence de synchronisation du rythme circadien endogène normal (qui est environ de 25h) avec les donneurs de temps, appelés synchroniseurs (lumière, activité physique, sociale). Chez les sujets normaux, le rythme physiologique de 25 heures est resynchronisé en permanence sur 24 heures grâce à ces donneurs de temps.
Les sujets ont un rythme veille-sommeil (ainsi que certains autres rythmes circadiens) plus grand de 1 à 2 heures.

## Épidémiologie
Syndrome rare dont l’incidence n’est pas bien décrite.

## Diagnostic

### Aspects cliniques
On observe de façon chronique un décalage journalier de la période de sommeil de 1 à 2 heures.
Selon la période dans laquelle on rencontre le sujet, il peut présenter des manifestations en rapport avec un syndrome d'avance de phase du sommeil, un syndrome de retard de phase du sommeil ou une absence de manifestations si le rythme coïncide à ce moment avec un rythme social normal.
Le rythme veille-sommeil s’inscrit dans une période de 25 heures ou plus.

### Examens complémentaires
En plus des bilans réalisés dans le syndrome de retard de phase du sommeil (Agenda du sommeil, actimétrie, dosage de la mélatonine salivaire, polysomnographie), une évaluation psychiatrique semble nécessaire ainsi qu’un bilan neurologique complet avec des examens d’imagerie si une lésion suprachiasmatique est suspectée.

## Physiopathologie
Plusieurs facteurs peuvent être retrouvés dans la genèse et l’entretien de ce syndrome.

### La cécité
La cécité entraîne une disparition de ce synchroniseur essentiel du rythme circadien.
Cependant l’ensemble des aveugles ne présente pas de syndrome hypernycthéméral. 50 à 85 % des aveugles gardent des structures anatomiques sensibles à la lumière intactes et ne sont pas sujets à un syndrome libre-cours.

### Origine lésionnelle
Lésions traumatiques ou tumorales de la région suprachiasmatique (localisation de l’horloge interne).

### Facteurs génétiques
Un polymorphisme d’un gène codant la mélatonine semble également être à l’origine d’une prédisposition à ce syndrome.
Enfin une période endogène anormalement longue (de plus de 25 heures) chez certains sujets rendrait impossible la synchronisation avec les donneurs de temps.

### Troubles du développement
Ce syndrome est plus courant chez les personnes présentant des troubles du spectre de l'autisme (TSA), à priori dus à un développement altéré des zones cérébrales liées au rythme circadien.

## Traitement
Les résultats des traitements thérapeutiques sont en général très décevants.
On peut proposer d’imposer de façon plus rigide les donneurs de temps qui peuvent permettre une resynchronisation.
La luminothérapie peut également être proposée (un schéma de 2 heures au lever avec une avance de 30 minutes par jour).
La mélatonine peut également être essayée, ainsi que la vitamine B12.